# Migrações dos povos bárbaros

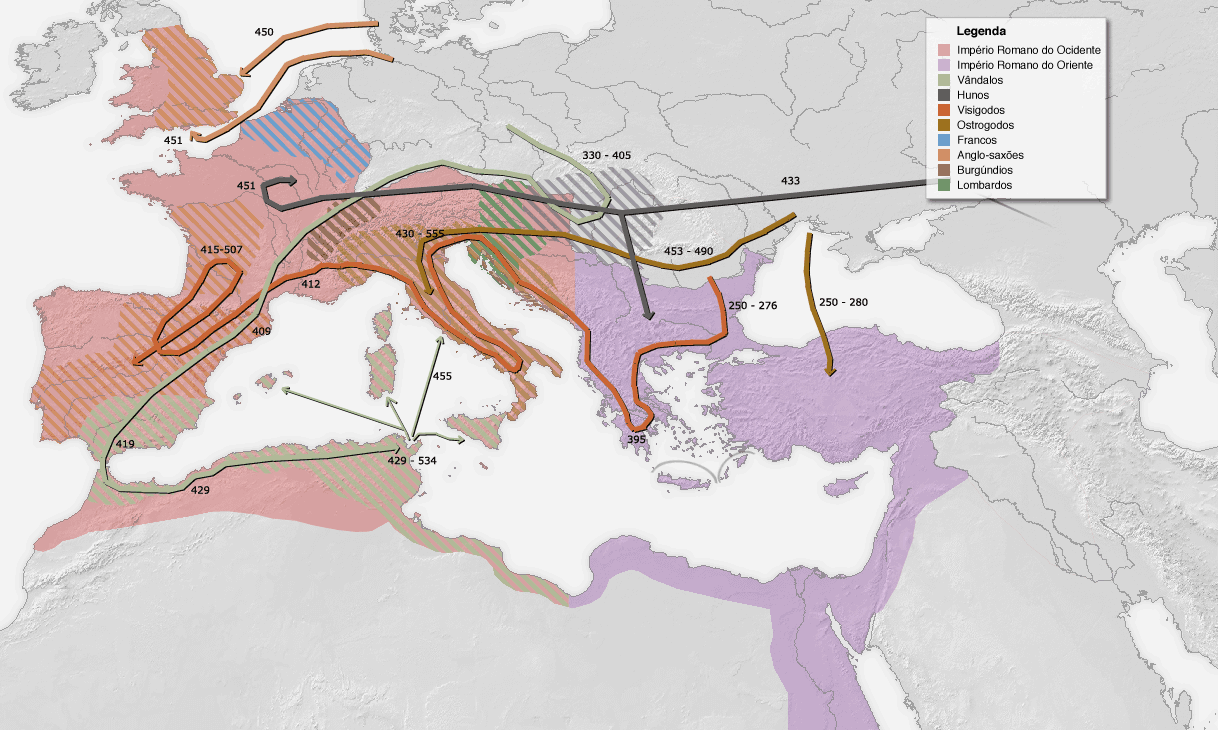
Migrações na Europa entre os séculos II e V

Na História da Europa, dá-se o nome de migrações bárbaras, invasões bárbaras ou período das migrações, ou a expressão alemã Völkerwanderung (AFI: [fœlkervandəruŋ]; em alemão: Völkerwanderung; lit. "período de migração"), à série de migrações de vários povos que ocorreu entre os anos 300 e 800 a partir da Europa Central e que se estenderia a todo o continente. A referência aos bárbaros, nome cunhado pelos gregos e que em grego antigo significava apenas estrangeiro, foi usada pelos Romanos para designar os povos que não partilhavam seus costumes e cultura (nem a sua organização política). Estas migrações nem sempre implicaram violentos combates entre os migrantes e os povos do Império Romano, embora estes tenham existido. Já os romanos também eram chamados de "bárbaros" (estrangeiros) pelos gregos. Os povos migrantes, em muitos casos, coexistiam pacificamente com os cidadãos do Império Romano nos anos que antecederam este período.
No sentido mais estrito, refere-se à "migração" de grupos, principalmente germânicos, a partir da invasão dos hunos na Europa por volta de 375/376 até à invasão dos lombardos na Itália em 568. O Período de Migração forma um elo entre a Antiguidade Clássica e o início da Idade Média na Europa Ocidental.
Na pesquisa moderna, o termo "migração de povos" está sendo usado de forma cada vez mais crítica, pois, de acordo com as avaliações atuais, a imagem de "povos migrantes" não é sustentável ou a ideia de uma migração de povos é fundamentalmente um "mito de pesquisa".
Destacam-se, neste processo, os Godos (originários do sudeste europeu), os Vândalos e os Anglos (da Europa Central), entre outros povos germânicos e eslavos. Os motivos que desencadearam estas migrações em todo o continente são incertos: talvez como reação às incursões dos Hunos, pressões populacionais ou alterações climáticas.
Os historiadores modernos dividem este movimento migracional em duas fases. Na primeira, de 300 a 500, assistiu-se a uma movimentação de povos maioritariamente germânicos por toda a Europa, colidindo, portanto, com as várias regiões ocupadas pelo Império Romano. Foram os Visigodos os primeiros a eclodir com o império — na verdade, os Visigodos foram inicialmente contratados para ajudar na defesa das fronteiras do império, mas mais tarde seriam responsáveis pela invasão da península Itálica; de imediato, seguiram-lhes os Ostrogodos, liderados por Teodorico, o Grande.

Europa Ocidental no fim do século V.

Na segunda fase, entre os anos 500 e 700, assiste-se ao estabelecimento progressivo dos Eslavos no Leste Europeu, tornando-a predominantemente eslava, num movimento iniciado pela ocupação da região da actual República Checa.
Os búlgaros estavam estabelecidos na Europa no século II, mas no século IV, parte deles migrou do Cáucaso do Norte à Arménia. Em 632 estabeleceram a Antiga Grande Bulgária (em grego: Η παλαιά μεγάλη Βουλγαρία; nas crónicas romanas) no território entre o Cáucaso e o rio Danúbio. No século VII, búlgaros migraram também à Baviera, à península Itálica, à Panónia e à Macedónia.  Em 681, o Império Búlgaro expandiu-se nos Balcãs ao sul do Danúbio, e no século IX era o berço do eslavo eclesiástico e alfabeto cirílico, que nos séculos subsequentes foram espalhados aos estados europeus medievais tais como Rússia, Croácia, Sérvia, Valáquia e Moldávia.
Já excluídos do período de migrações, mas ainda na Baixa Idade Média, formam-se ainda movimentos migratórios, nomeadamente o dos Magiares, para a Panónia e, mais tarde, dos Turcos, para a Anatólia e do Cáucaso (século XI), e ainda a expansão dos Viquingues a partir da Escandinávia, ameaçando o recém-estabelecido Império Franco na Europa Ocidental, por Carlos Magno. No século VIII, os árabes tentaram invadir o sudeste da Europa, mas foram derrotados pelo cã Tervel da Bulgária e pelo imperador bizantino Leão III, o Isauro em 717, e desviaram sua expansão à Península Ibérica.

## Circunstâncias

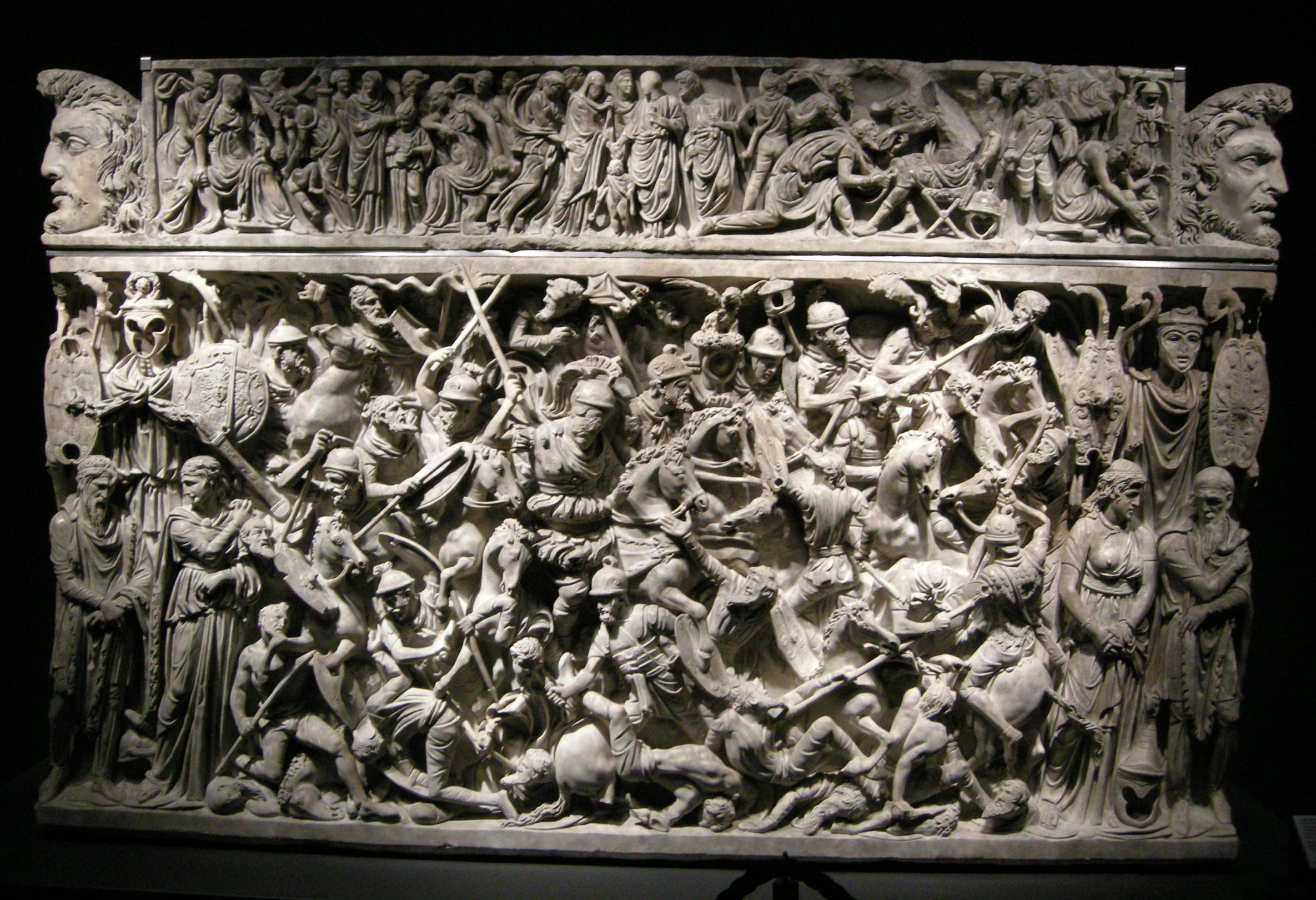
Sarcófago de Portonaccio, de um general romano envolvido nas campanhas de Marco Aurélio, representa a batalha entre romanos e germânicos, 180-190 dC.
Museu Nacional Romano, Itália

Os limites do Império Romano no século IV, já dividido em duas metades (Ocidente e do Oriente), faziam fronteira com várias culturas não romanizadas: na África, os Bérberes e as tribos do Sudão, a norte, desde a  península Escandinava em direcção ao mar Negro, na região além do Reno e o  Danúbio, os Germanos, populações tipicamente nómadas. Estes povos foram genericamente designados pelos Romanos como bárbaros, numa clara alusão ao facto de não partilharem o mesmo "nível civilizacional" e costumes de Roma. No entanto, estes grupos já conheciam estes aspectos do império e, inclusive, alguns transitavam livremente para dentro e fora das fronteiras. Várias tribos germanas se instalaram pacificamente no interior do império, chegando mesmo a integrar o exército romano, quer como soldados, quer como mercenários, contribuindo reciprocamente na defesa das fronteiras. Este fenómeno ganhou uma dimensão particular após a crise do terceiro século. Por volta do ano 400, entre 30% à 50% do exército romano era composto de mercenários germânicos. Sem outra saída, alguns grupos bárbaros foram alistados no exército de Roma como unidades inteiras para ajudar na defesa contra outros grupos. Isso foi muito popular durante as guerras civis do século IV, quando aspirantes ao trono romano precisavam levantar exércitos rapidamente. Essas unidades bárbaras mantinham seus próprios líderes e não tinham a lealdade e a disciplina das legiões.
Vivendo em solos pouco férteis, os Germanos dedicavam-se, sobretudo, ao pastoreio, embora, à data do contacto com os Romanos, já se dedicassem ao cultivo de cereais. As terras não cultivadas pertenciam à tribo, enquanto as casas e mobiliário eram propriedade privada; as terras de cultivo eram sorteadas equitativamente de ano a ano entre as famílias, embora no século II este tipo de propriedade passasse a ser propriedade familiar, alienável apenas pelo consentimento de todos os membros da família. Organizavam-se politicamente através de um rei, escolhido de uma família particular (considerada de origem divina), embora a autoridade estivesse formalmente nas mãos de uma assembleia de homens livres e com idade suficiente para usar armas. Nos tempos de guerra, era eleito um general que detinha todo o poder. Por esta altura, os Germanos coexistiam pacificamente com o império: os utensílios e moedas encontrados em túmulos germanos provam a existência de relações comerciais entre as duas civilizações, principalmente nas regiões entre o Elba e o Mediterrâneo, ao longo do vale do Reno, e pelo Vístula e mar Negro.

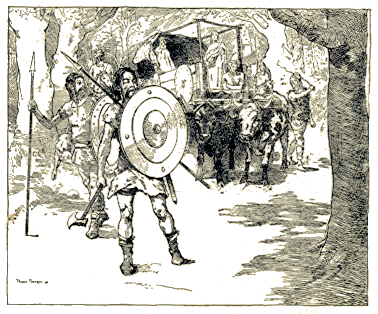
Bárbaros
Story of the Romans, Helene Guerber

Durante o século III, os Germanos tomam contacto com o cristianismo, provavelmente devido aos prisioneiros Capadócios levados à região dos Godos. Com efeito, tem-se conhecimento de Úlfilas representar, algures no século IV, o grande apóstolo deste povo. Através de Úlfilas, os Godos aderem ao cristianismo na sua forma ariana, considerada herética na altura. Porém, esta vertente cristã difundir-se-ia rapidamente entre os Germanos, Vândalos, Gépidas e Alamanos.
As relações entre bárbaros e romanos não se limitavam, contudo, à esfera comercial e cultural: o exército romano ia-se transformando num corpo profissional profusamente incorporado por mercenários que, sucessivamente, ia substituindo as legiões e a aristocracia chegando mesmo a ingressar na família imperial: Honório, filho de Teodósio, desposou duas filhas de Estilicão — general romano de origem vândala —, Maria e Termância. A sucessiva falta de mão-de-obra no campo obrigava o império a permitir a entrada destes povos, formando assim assentamentos caracterizados distintamente: os federados, ligados a Roma por um contrato, aos quais era permitida a preservação dos costumes, organização social e política, em troca da prestação de serviço militar. No decorrer do século IV, estes tratados de federação aumentavam substancialmente, na tentativa de vencer a crise que se aproximava.
O progressivo desmembramento do império, aliado ao incremento da corrupção e escassez de meios para controlar e fortificar as fronteiras, levaram à canalização do esforço defensivo para as regiões críticas do império, como a própria capital. Como consequência, as fronteiras tornavam-se cada vez mais instáveis e, finalmente, devido à pressão dos Hunos oriundos de nordeste, as populações bárbaras adensaram a penetração no império, na tentativa de manterem-se protegidas.

### A instabilidade de Roma
A estrutura administrativa do Império Romano dependia fortemente dos tributos que impunha aos novos vencidos: além de uma forma de pagar as despesas da guerra, eram também impostos como medida de benevolência ou castigo pela resistência durante as conquistas. A paralisação das conquistas tinha igualmente paralisado o afluxo destes impostos (que iam diminuindo progressivamente). No século III, tinham já diminuído consideravelmente e no século seguinte já haviam se esgotado.
Na tentativa de contrapor a crise, foi organizado um pesado sistema de impostos, e ditada uma lei que obrigava a hereditariedade das actividades exercidas, o que significa que as profissões eram herdadas pelos filhos do actual funcionário. Os filhos de soldados sucediam os pais nas fileiras, os colonos mantinham-se fixados ao solo que cultivavam. O êxodo urbano dos aristocratas, paralelamente à formação das castas, provocou o surgimento no Ocidente de senhorios rurais, as villae, que constituíram o principal quadro da vida económica e social da época, e antecederam o feudalismo.
No ano 395, o Império Romano foi formalmente dividido duas partes: o Oriente, com as províncias mais ricas e populosas, e o Ocidente, em acelerada decadência. Por esta altura, alguns bárbaros coexistiam pacificamente no interior do império. No entanto, no século V deu-se um afluxo exorbitante de povos em busca de protecção contra os Hunos que se mobilizavam em direcção à Europa latina.

## Na Europa Ocidental

### Os Hunos

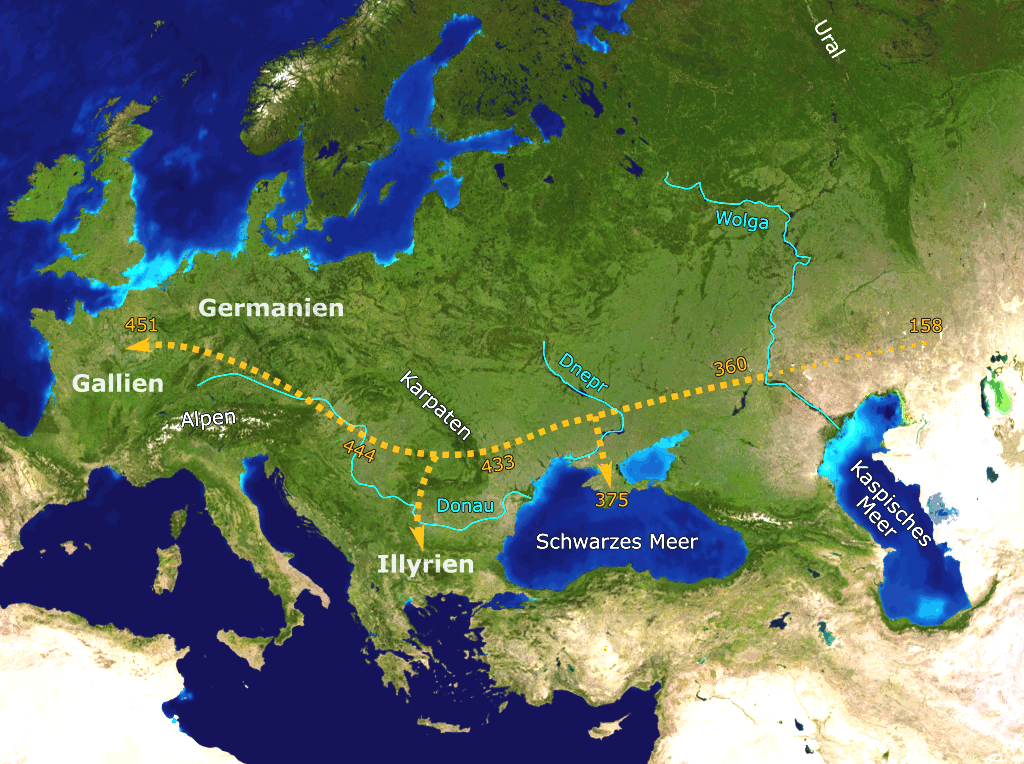
O avanço dos Hunos para oeste, das estepes da Ásia Central até à Germânia; e do Danúbio ao mar Báltico

Segundos alguns cronistas chineses, os Hiong-nu (Hunos) seriam povos nómadas que constituíam uma ameaça constante ao Império Chinês. Foi para se proteger dos seus ataques que a dinastia Han (202 a.C.–220 d.C.) construiu a Grande Muralha. Ainda assim, a China do Norte foi devastada e, mais tarde, com a chegada dos novos invasores mongóis, os Hunos deslocaram-se para oeste, abrindo caminho pelas planícies russas derrotando os Alanos e os Sármatas e, por volta de 370, cruzaram o Volga e o Dom, confrontando os germanos Ostrogodos, já sedentarizados. O escritor latino Amiano Marcelino descreve o pânico provocado nas regiões invadidas destes homens de pequena estatura, relativamente largos, com a pele avermelhada do sol dos desertos e semi-desertos da Ásia Central (a exemplo do tom de pele atribuído aos citas asiáticos por fontes antigas, sendo os cíticos descritos como loiros, enquanto hunos com outros traços) que, incapazes de se fixarem fosse onde fosse, se deslocavam constantemente, arrastando consigo as famílias, instaladas com todas as suas posses em carroças.
Depois de se desembaraçar do seu irmão Bleda, o cã (rei) dos Hunos, Átila, inicia o governo das hordas hunas a partir de 434. O historiador grego Prisco de Pânio, que teve a oportunidade de conhecê-lo pessoalmente numa embaixada, deu destaque à simplicidade e sentido político deste homem, cujas lendas a respeito o caracterizam como "barbaramente selvagem".
No século V, os Hunos abandonam o nomadismo, instalando-se nos territórios balcânicos, onde tomam conhecimento do avanço tecnológico o estilo de vida das civilizações helenizadas. À esta altura, Honória, filha da imperatriz Gala Placídia, decidiu vingar-se do seu banimento pelo irmão Valentiniano III, enviando a Átila uma carta na qual solicita ajuda e que o huno entendeu como uma proposta de casamento. Sabe-se que em 443 chegaram diante de Constantinopla e, em 448, penetram na Grécia até as Termópilas. Para conter os temíveis invasores, Teodósio II foi obrigado a lhes pagar um tributo anual.

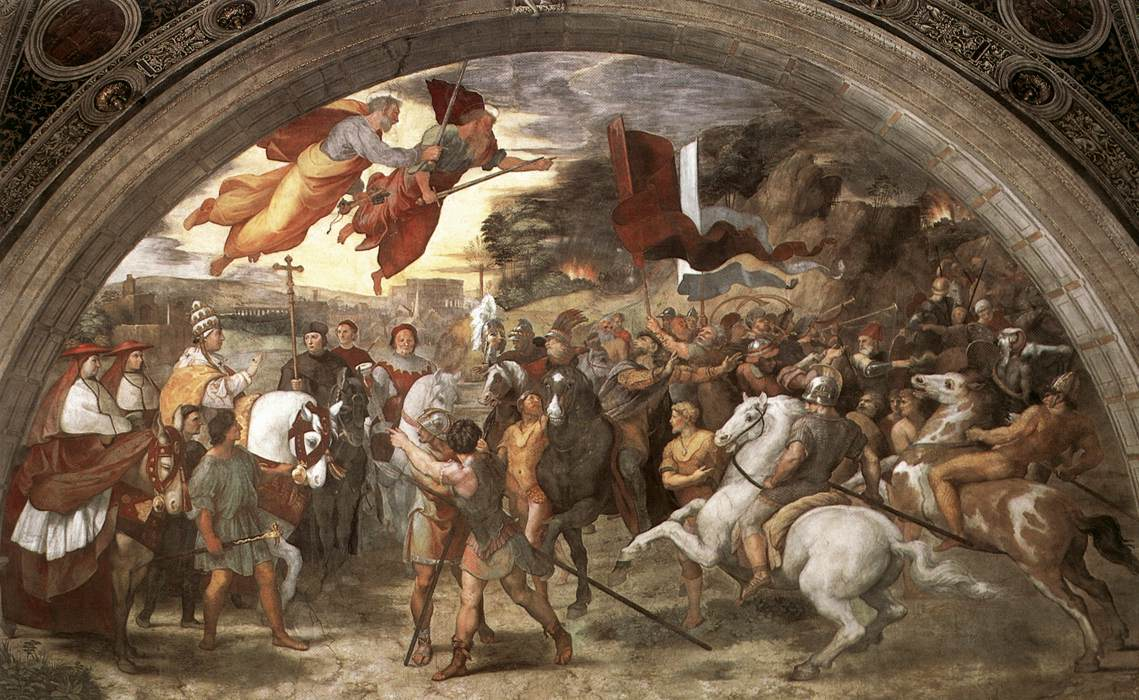
Encontro de Átila com Leão I
Rafael, Museus Vaticanos

No entanto, sem razão aparente, Átila voltou-se para Ocidente e, em 451 atravessou o Reno, destruiu Metz e Troyes. Por esta altura que surgiu a lenda da Santa Genoveva, que incitou os parisienses à resistência. Porém, Átila ignorou Paris e sitiou Orleães, cuja queda lhe permitiu entrar em contacto com o reino dos Visigodos. No entanto, foi Aécio que parou o khan, que, com a ajuda de Teodorico I, rei visigodo da Aquitânia, conseguiu unir os Romanos, Francos, Alanos e Burgúndios na Batalha dos Campos Cataláunicos (junho de 451), forçando os hunos a uma retirada para a margem oposta do Reno.
Átila refez suas forças e, no ano seguinte, moveu-se em direcção à península Itálica, apoderando-se de Aquileia e devastando Milão, Feltre, Pádua e Pavia, cujas populações se refugiam nos Apeninos. A cidade de Veneza foi fundada por refugiados dessas regiões. O próprio imperador Valentiniano III abandonou Ravena para se refugiar em Roma. Observando a incapacidade do imperador romano de defender o território, o papa Leão I confrontou pessoalmente Átila em Mântua numa conversa cujo teor nunca foi descrito, logrando fazê-lo desistir de invadir a cidade em troca de um tributo considerável. Muitos atribuíram o fato de Roma ter sido poupada à intercessão "milagrosa" do papa Leão I. Ao que parece, o medo da peste, as superstições de Átila e um compromisso com o imperador Valentiniano III livraram Roma do saque. Átila morreu em 455, antecipando o colapso do império huno.
Em 463, os daneses chegaram à península Itálica, e em seguida, os hérulos, liderados por Odoacro e, finalmente, os ostrogodos (com batalhas em Isonzo e em Verona). Ressalva-se também uma deslocação dos Francos em 594 para o norte da Itália, com confrontos violentos.

### Os Godos

#### Ostrogodos

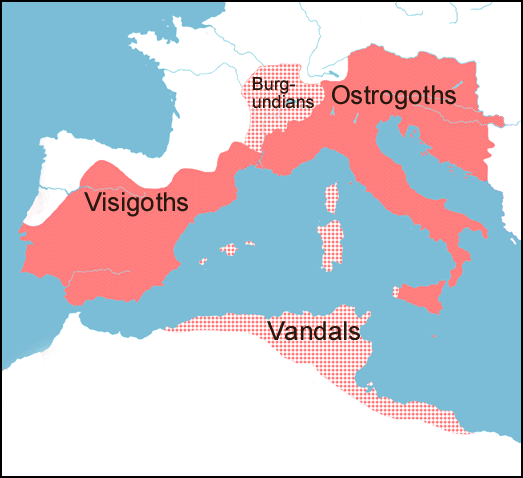
O Reino Ostrogótico em seu apogeu, no reinado de em 523: reinos ostrogodo e visigótico

Derrotados pelos Hunos, parte dos Ostrogodos conseguiu fugir para oeste, aliando-se aos Visigodos, enquanto que a restante passou a integrar, tal como os Alanos e Sármatas, a poderosa cavalaria huna. Também os Visigodos foram derrotados pelos Hunos e, sem escapatória, pediram asilo nas terras do Império Romano, que seria consentido pelo imperador Valente. Dava-se a entrada de todo um povo ameaçado pelos hunos, como prelúdio para as grandes migrações. A penetração foi pacífica, porém os romanos passaram a explorar, de forma sórdida, os visigodos. Estes se rebelaram e surpreendentemente venceram os romanos na Batalha de Adrianópolis (378).
O imperador do Ocidente, Graciano, concedeu terras aos visigodos, adotando uma política amigável que deu certo, até por volta de 406, quando todo o império foi invadido pelos suevos, vândalos e burgúndios. A 482, Teodorico, o Grande, rei dos Ostrogodos, conseguiu fixá-los na Mésia Secunda, província situada ao norte da península Balcânica.

#### Visigodos

O Reino Visigótico

Enquanto isso, os Visigodos, chefiados por Alarico , revoltaram-se novamente contra a exploração dos funcionários romanos em 401. Entraram na península Itálica e invadiram a planície do Pó, mas foram repelidos. Em 408, atacaram pela segunda vez e desta vez chegaram às portas de Roma. O chefe godo entrou em Roma (24 de agosto de 410) e pilhou a capital do império (ver Saque de Roma). Depois de três dias de saques, em 27 de agosto, Alarico partiu para o Sul da Itália, com o objetivo de atingir a África, no entanto os seus planos foram gorados com a perda da frota e a sua morte precoce. Seu substituto, Ataulfo, estabeleceu-se na Gália e estendeu os seus domínios até a Península Ibérica, conseguindo afastar os Alanos e os Vândalos. Ataulfo instalou a sua base em Bordéus e tornou-se aliado dos romanos.
A pedido do imperador Honório, invadem a Hispânia (418), onde se instalaram como federados. Para conquistar o domínio da Península Ibérica, os Visigodos tiveram que enfrentar Suevos, Alanos e Vândalos que já se haviam aí fixado. Em compensação, obtêm de Roma o direito de se estabelecer no sudoeste da Gália.
Após a morte de Teodorico I, na Batalha dos Campos Cataláunicos (451), os seus filhos Teodorico II e Eurico alargam as possessões que, em 476, se estendiam já do Atlântico aos Alpes do Sul, e do Loire a Gibraltar.
Os Visigodos foram gradualmente empurrados da Gália pelos Francos, perdendo o seu reino de Tolosa, embora seu reino de Toledo tenha subsistido na Península Ibérica até 711, data em que se deu início a uma invasão muçulmana que os confinou a um pequena região nas Astúrias.

### Burgúndios
Estas movimentações foram imitadas por diversos outros povos, dos quais se destacam os Burgúndios, cujos domínios na margem esquerda do Reno foram destruídos pelos Hunos em 437, sendo obrigados a deslocar-se para oeste, na região do alto vale do Ródano, entre Lyon e os Alpes. O rei Gondicário e a maior parte dos seus guerreiros foram chacinados de forma atroz; pensa-se que este facto estará na origem provável dos poemas heroicos dedicados à morte dos reis burgúndios, cujas reminiscências se encontram nos Eddas nórdicos. Combinados com a lenda de um herói mítico, Siegfried, os Edas deram origem, no século III, à Canção dos Nibelungos (em alemão: Das Nibelungenlied) e nos quais, já no século XIX, Richard Wagner se inspirou para um ciclo de quatro óperas, O Anel do Nibelungo.
Nos finais do século V, o reino burgúndio estendia-se da actual Borgonha ao baixo vale do Ródano e das Cevenas à Suíça Ocidental. Em 532, foram finalmente submetidos pelos Francos, e o seu território anexado à Nêustria.

### Alanos, Suevos e Vândalos

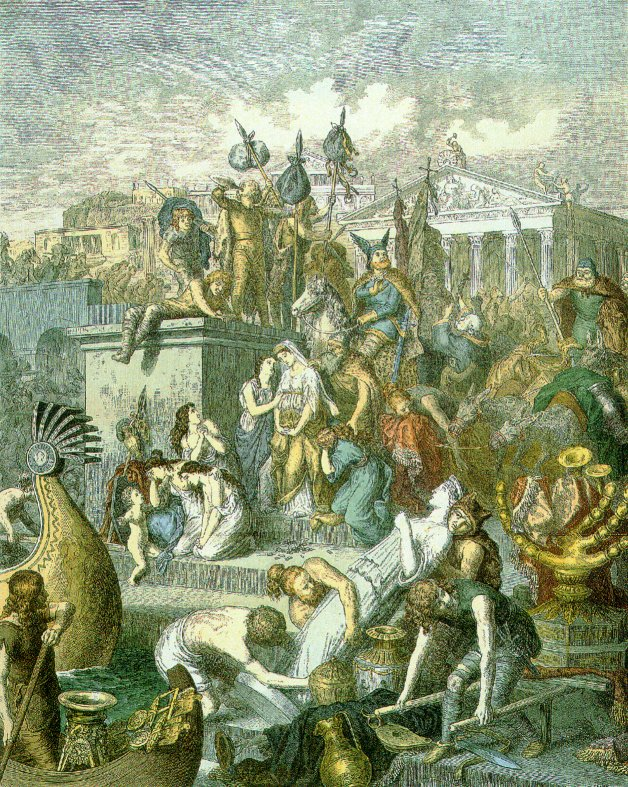
Saque de Roma pelos Vândalos, em 455, por Heinrich Leutemann

Em 406, os Alanos, Suevos e Vândalos atravessaram a fronteira do Reno. Entre 407 e 409, a Gália foi saqueada por Alanos, Suevos e Vândalos, que logo de seguida (409-411) se apoderaram da Hispânia. Estilicão foi obrigado a chamar as legiões estacionadas na Britânia e na Gália do norte, acabando assim com o domínio romano sobre a Britânia.
Esses povos bárbaros fundaram na África, em 429, o primeiro reino independente em solo do império. Os Suevos seriam empurrados pelos Alanos para noroeste, fixando-se na Galécia, enquanto que os segundos foram etnicamente absorvidos pelos Vândalos em direcção a África. Nesta movimentação, os Vândalos, sob a liderança de Genserico, sitiaram a cidade africana de Hipona, onde morreu Agostinho de Hipona, em agosto de 430, e ocuparam Cirta e Cartago, dando cabo à grande resistência. Em seguida, apoderaram-se das Baleares, da Córsega, da Sardenha e da Sicília. Potenciados pelas divergências religiosas da sua vertente ariana contra o catolicismo romano, os Vândalos confrontar-se-iam daí para a frente várias vezes com o império, chegando mesmo a saquear Roma, em 455. Em 470, o império mediterrânico dos Vândalos estendeu-se do Norte de África às ilhas mediterrânicas.
A dominação sueva foi terminada pelos Visigodos aquando da sua migração bárbara da Península Ibérica, enquanto o reino vândalo foi conquistado por Belisário.

### Anglos, Saxões e Jutos
Em meados do século V, os Saxões, os Anglos e os Jutos abandonaram o norte da Germânia e a península da Jutlândia para invadir a Britânia, já abandonada pelos romanos desde o início do século V. A região foi submetida por esses povos que, apesar da feroz resistência, empurraram os Bretões para o lado ocidental. No sul, os jutos fundaram o Reino de Kent. Também no sul, os saxões fundaram os reinos de Essex, Wessex e Sussex. Os anglos se estabeleceram no norte e centro, onde fundaram os reinos de Ânglia Oriental, Nortúmbria e da Mércia. Os reinos independentes dos Anglo-Saxões  tornar-se-iam rivais entre si. Mais tarde, a região foi conquistada pelos Viquingues.

### Hérulos

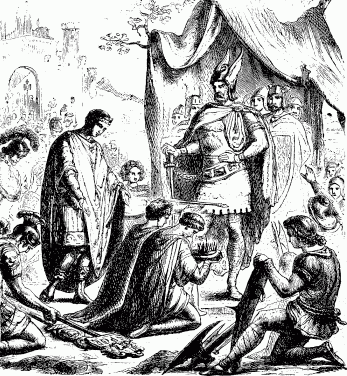
Rómulo Augusto abdica à coroa perante Odoacro

O último imperador romano do Ocidente, Rómulo Augusto, tinha sua autoridade praticamente restrita à cidade de Roma. Os bárbaros hérulos, que faziam parte do exército romano, depuseram-no em 476, colocando no poder seu chefe, Odoacro, que se intitulou rei de Itália. Assim acabou-se definitivamente a autoridade do Império Romano do Ocidente. A historiografia escolheu essa data para marcar a Queda do Império Romano do Ocidente e assinalar o fim da Idade Antiga e o início de Idade Média.

### Francos
A Gália, no oeste da Europa, que já assistira à passagem de muitos dos povos germânicos que migraram durante este período, já vinha sendo assediada pelos Francos desde o século II. Em grande parte devido à sólida estrutura política, souberam sobreviver à fase das migrações, e fixaram-se definitivamente na Gália Belga (Renânia, Bélgica e Artois), a cerca de 430, também com o consentimento do Império Romano, como federados, ajudando a defender as fronteiras, durante algum tempo. Destaca-se a aliança de Quilderico I com o império contra os Visigodos. Com efeito, foi a primeira dinastia de reis francos, a dos Merovíngios, que conseguiu erradicar a presença alamana, burgúndia e visigótica (na batalha de Vouillé em 507, que marcou o fim do Reino Visigodo de Tolosa). Começava assim, subtilmente, a expansão do império Franco, anexando vários territórios vizinhos. O seu rei Clóvis (482-511), converteu-se para o cristianismo e promoveu uma aliança com a Igreja Católica.

## Repercussões

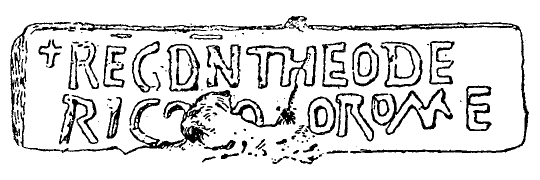
Tijolo com o emblema de, encontrado no Templo de Vesta, em Roma

Enquanto o desmembramento do Império Romano se tornava inevitável — em 455 os Vândalos de Genserico pilharam Roma; os Visigodos, Suevos e Burgúndios declaram-se independentes em 476. O chefe Odoacro depôs o último imperador do Ocidente, Rómulo Augusto, e enviou as insígnias imperiais ao imperador do Oriente — os Bárbaros assimilavam a língua e grande parte dos costumes romanos, enquanto introduziam, mais ou menos harmoniosamente, os hábitos e termos germânicos.
Terminava assim o Império do Ocidente. No entanto, a civilização persistia: as instituições políticas, como o senado e o consulado subsistiram entre os bárbaros. Em 493, o chefe ostrogodo Teodorico, o Grande tomou o poder na Itália, fazendo-se reconhecer como representante legítimo do imperador bizantino. Permaneceram intactos o estatuto do latim como língua oficial e as estruturas sociais; o grande obstáculo então eram as diferenças de religiões: o choque entre o catolicismo e o arianismo.
Não obstante, de 456 a 472, o Império Romano revelava a sua fragilidade, denunciada pelas movimentações bárbaras: durante este período, foram sucessivamente nomeados e destituídos vários imperadores. Em 475, é Orestes, um panónio outrora ao serviço de Átila, o Huno, que faz nomear imperador o seu filho de doze anos, o jovem Rómulo Augusto, que reinou escassos meses, até que Odoacro, chefe dos mercenários instalados na Itália, organize uma revolta que culmina na deposição de Rómulo, que é relegado para a Campânia. Era a queda definitiva do Império Romano.
A reconquista da Itália pelos exércitos bizantinos, na Guerra Gótica, sob o imperador Justiniano conseguiria restabelecer por algum tempo a unidade imperial, reconquistando também o norte de África e parte da Hispânia. O reino Vândalo foi, portanto, destruído (534), enquanto que na Península Ibérica a monarquia visigótica foi seriamente enfraquecida.
As medidas de Justiniano durariam pouco tempo. Na verdade, o enfraquecimento das regiões reunificadas seria a principal causa para o impacto do surgimento do Islão, cujas repercussões se verificaram na Península Ibérica e no corte de ligações entre as duas metades do Império Romano.

## Legado

### Arte

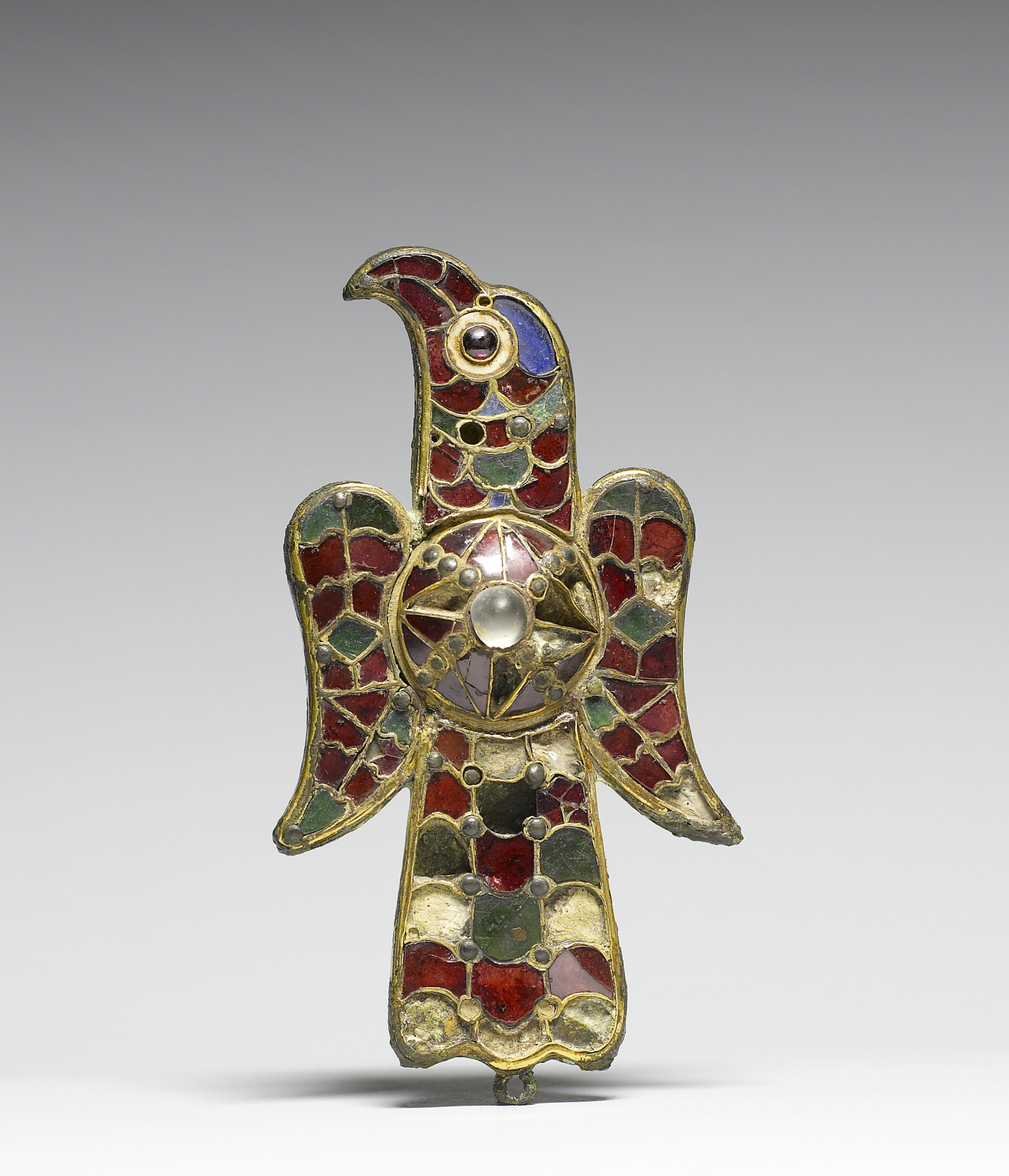
Fíbula visigótica
(século VI) em forma de águia de Elche
Museu de Arte Walters

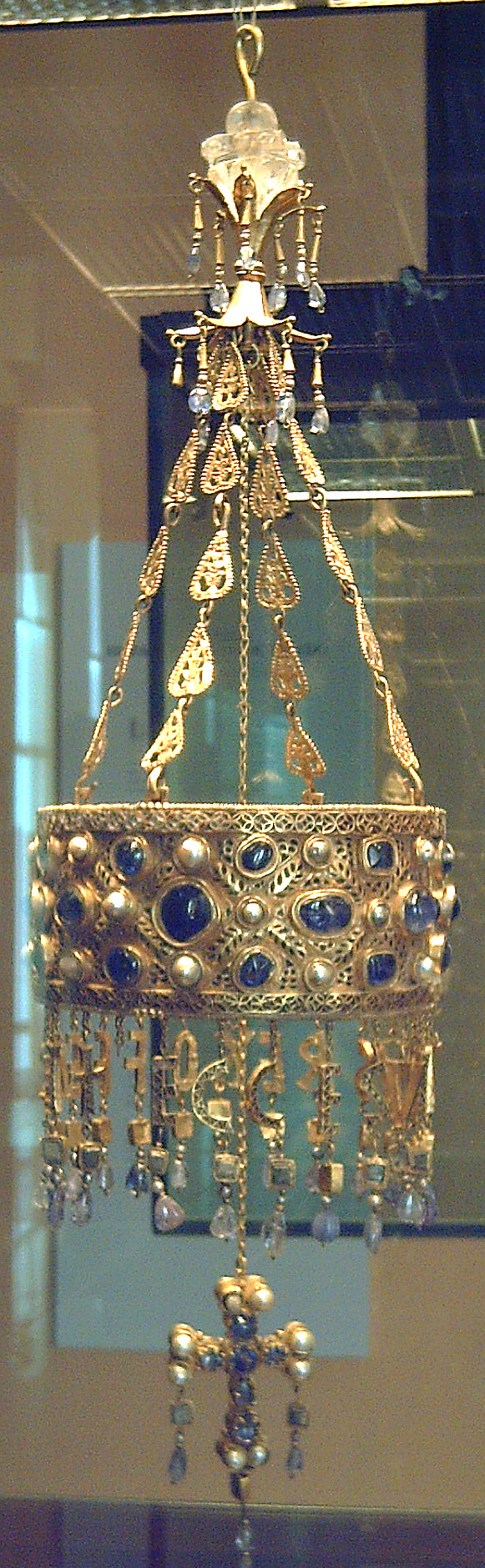
Coroa votiva de Recesvinto (m. 672), em exposição no Tesouro de Guarrazar

Embora este período seja considerado um período de decadência artística, os estudos recentes confirmam que houve, de facto, alguma expressão, inserindo-a portanto como ramo da arte pré-românica.[carece de fontes?] No caso particular da arte visigótica, esta exprimiu-se na Península Ibérica desde a entrada dos Visigodos (415) até à invasão muçulmana da Península Ibérica. Na Gália, entre os finais do século V e os finais do século seguinte, assiste-se a um incremento do número de mosteiros, que passa de 40 para 250, embora de uma forma geral, a arquitectura civil em pedra pareça ter quase estagnado.
Porém, e ainda no século II, surgiu um interesse artístico particular em peças em ouro e com incrustações de pedras preciosas por parte dos Godos, possível legado dos Citas e Sármatas, e mesmo alguma influência romana, reconhecida popularmente entre os Hunos. A produção artística consiste sobretudo de joias (broches, anéis, brincos, fíbulas ou alfinetes, colares), placas e fivelas de cinto. Este período fornece também alguns objectos de culto: relicários, cruzes e coroas, com técnicas de trabalho do metal muito refinadas. A damasquinação consiste em incrustar, por martelamento, um fio de ouro, prata ou cobre, numa superfície de cobre ou prata. A joalharia cloisonnée consiste em desenhar uma série de alvéolos separados por pequenas peças metálicas a uma placa de metal.
Talvez os melhores exemplos sejam os achados na Roménia (em Pietrarossa), como esta grande águia. Os Godos portaram este estilo à Itália, Gália e Hispânia e, um exemplo disso, é esta coroa votiva de Recesvinto, rei de Toledo, de cerca de 670, encontrada em Fuente de Guarrazar, perto de Toledo, que não se destinava a ser usada, mas sim exposta numa igreja. A popularidade deste estilo policromático pode ser confirmada pela descoberta de uma espada no túmulo de Quilderico I, rei dos Francos, data do século V.

### Literatura
Na literatura, destacam-se poetas como Rutílio Numaciano que, no seu poema "De reditu suo in patriam libri II" descreve o seu regresso de Roma à Gália; Merobaldo, um retórico hispânico ("Laus Christi").
Entre os historiadores, destaca-se Paulo Orósio, também hispânico que nos fala da história da criação do mundo, tema muito popular na Idade Média, em "Adversus paganos" e  Jordanes, com sua Gética, sobre a origem e feitos dos povos góticos.
Na teologia, Próspero da Aquitânia compôs "De ingratis", um poema moralista com fim didáctico, e o papa Leão I (Leo I Summus Pontifex), profundo pensador, que deixou Sermões e Epístolas.
Em 438, tornou-se memorável o Código de Teodósio, publicado em Constantinopla. Ainda antes da morte de Teodósio II, foi divulgada a Consultatio, uma colecção de pareceres legais da época.
Na gramática, Fábio Plancíade Fulgêncio deixou Mithologicon libri III, Virgiliana continentia e De Abstrusis sermonibus, e Fulgêncio de Ruspe, que escreveu De aetatibus mundi, um tratado teológico. Na verdade, durante o reinado de Teodósio, surgiram grandes representantes de actividade intelectual: Boécio, que escreveu De consolatione philosophiae, Magno Félix Enódio, autor de um panegírico a Teodorico e de outros trabalhos poéticos, Prisciano escreveu Institutiones grammaticae, Eutiques, Ars de verbo, e Cassiodoro cuja produção durou além dos seus registos públicos: as Chronica, sobre História Universal, Historia Gothorum, Lectiones divinae e Institutiones divinarum et saecularium literarum.
Destacam-se ainda compilações especiais por Gregório de Tours História dos Francos libri X e Gildas, a História da Bretanha, e Venâncio Fortunato, um poeta lírico, o papa Gregório I , que promoveu o canto eclesiástico, e Isidoro de Sevilha, com "Origines libri XX".

### Sociedade
A progressiva cristianização dos povos ajudou a manter a língua latina, já que o fundamental era propagar o Evangelho. Porém, com a quebra da estrutura romana, o desenvolvimento tecnológico até então foi parado quase por completo. Na verdade, pode-se dizer mesmo que regrediu, em alguns casos. A cultura intelectual tornara-se um privilégio do clero, que dela se servia para os seus próprios propósitos, o que justifica que a literatura da época tenha um forte carácter religioso. As cortes teutónicas subsistiram, assim, como único refúgio para o espírito literário da Roma Antiga. É o Direito a disciplina que conservou os seus traços de vitalidade, e que esteve na base da constituição de novas nacionalidades, adaptando as leis antigas para a nova distribuição político-administrativa.
Algumas tentativas de adaptação foram precisamente o Édito de Teodorico, o Breviário de Alarico e a Lex Burgundiorum.